# Eevi Huttunen
Eevi Huttunen, nombre de casada Pirinen (Karttula, 23 de agosto de 1922-3 de diciembre de 2015), fue una patinadora de velocidad sobre hielo finlandesa.
Por una década, fue casi la única painadora capaz de competir con las grades deportistas soviéticas de esta misma especialidad. En 1960, Huttunen volvió a las pistas en los Juegos Olímpicos de Invierno de 1960 (los primeros en las que participaban las mujeres), y donde ganaría la medalla de bronce en los 3000 m. Compitió en once Campeonatos Mundiales hasta de 1948 a 1960 (cada año a excepción de 1956 y 1958). Se especializó en largas distancias y se convirtió en la mejor patinadora no soviética de esa época.

## Palmarés internacional
| Juegos Olímpicos   | Juegos Olímpicos               | Juegos Olímpicos  | Juegos Olímpicos      |
| Año                | Lugar                          | Medalla           | Prueba                |
| ------------------ | ------------------------------ | ----------------- | --------------------- |
| 1960               | Squaw Valley ( Estados Unidos) | Medalla de bronce | 3000 m                |
| Campeonato Mundial |                                |                   |                       |
| Año                | Lugar                          | Medalla           | Prueba                |
| 1948               | Turku (Finlandia)              | Medalla de plata  | 5000m                 |
| 1948               | Turku (Finlandia)              | Medalla de bronce | 3000m                 |
| 1951               | Eskilstuna (Suecia)            | Medalla de oro    | Clasificación general |
| 1951               | Eskilstuna (Suecia)            | Medalla de oro    | 3000m                 |
| 1951               | Eskilstuna (Suecia)            | Medalla de oro    | 1000m                 |
| 1951               | Eskilstuna (Suecia)            | Medalla de oro    | 5000m                 |
| 1951               | Eskilstuna (Suecia)            | Medalla de plata  | 500m                  |
| 1952               | Kokkola (Finlandia)            | Medalla de plata  | 5000m                 |
| 1952               | Kokkola (Finlandia)            | Medalla de bronce | 3000m                 |
| 1953               | Lillehammer (Noruega)          | Medalla de oro    | 5000m                 |
| 1953               | Lillehammer (Noruega)          | Medalla de bronce | 3000m                 |
| 1954               | Ōstersund (Suecia)             | Medalla de oro    | 5000m                 |
| 1955               | Kuopio (Finlandia)             | Medalla de plata  | 3000m                 |
| 1955               | Kuopio (Finlandia)             | Medalla de plata  | 5000m                 |
| 1957               | Imatra (Finlandia)             | Medalla de oro    | 3000m                 |
| 1957               | Imatra (Finlandia)             | Medalla de oro    | 5000m                 |

## Récords personales
| Distancia        | Tiempo  | Lugar        | Fecha             |
| ---------------- | ------- | ------------ | ----------------- |
| 500 m            | 48.2    | Pieksämäki   | 8 Mar 1957        |
| 1,000 m          | 1:37.2  | Squaw Valley | 22 Feb 1960       |
| 1,500 m          | 2:35.1  | Squaw Valley | 21 Feb 1960       |
| 3,000 m          | 5:18.8  | Pieksämäki   | 8 Mar 1957        |
| 5,000 m          | 9:06.1  | Lillehammer  | 22 Feb 1953       |
| Mini combination | 209.000 | Sverdlovsk   | 28 Feb/1 Mar 1959 |
| Old combination  | 210.293 | Lillehammer  | 21/22 Feb 1953    |

| Distancia        | Tiempo  | Lugar      | Fecha          |
| ---------------- | ------- | ---------- | -------------- |
| 500 m            | 48.2    | Pieksämäki | 8 Mar 1957     |
| 1,000 m          | 1:41.8  | Imatra     | 10 Feb 1957    |
| 1,500 m          | 2:39.6  | Rovaniemi  | 17 Mar 1957    |
| 3,000 m          | 5:18.8  | Pieksämäki | 8 Mar 1957     |
| 5,000 m          | 9:28.9  | Rovaniemi  | 20 Mar 1954    |
| Mini combination | 210.333 | Rovaniemi  | 16/17 Mar 1957 |
| Old combination  | 216.177 | Kuopio     | 12/13 Feb 1955 |